# Fuga in Egitto (arte)
La fuga in Egitto è un tema pittorico che ritrae la Sacra Famiglia è in fuga verso l'Egitto per sfuggire alla strage degli Innocenti, episodio narrato all'interno del Vangelo secondo Matteo. Il Riposo durante la fuga in Egitto è narrato nei Vangeli Apocrifi in cui la famiglia si riposa.

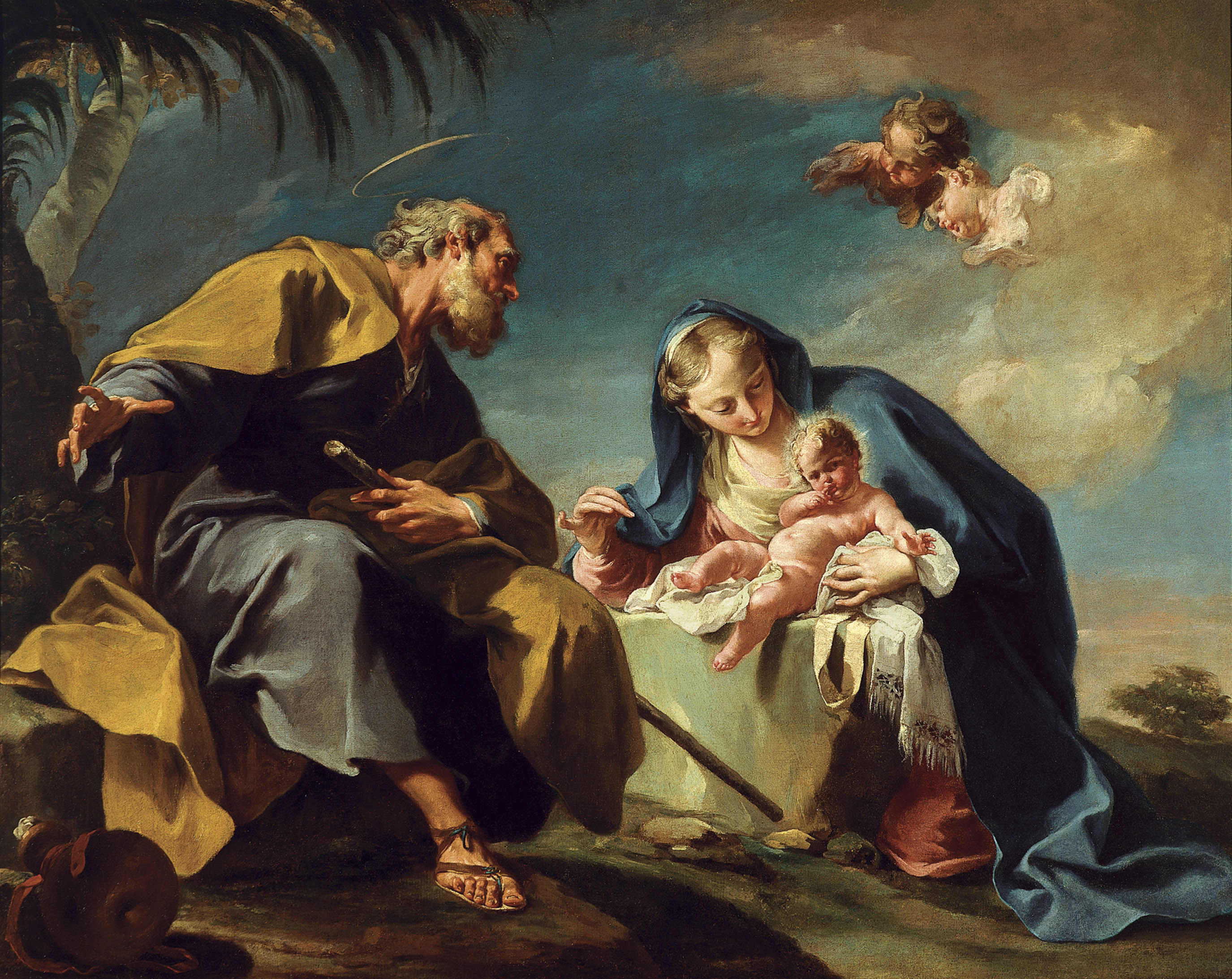
Riposo durante la fuga in Egitto, Giambattista Pittoni, olio su tela, 1720

Alcune opere pittoriche che ritraggono l'evento, in ordine cronologico:
- Riposo durante la fuga in Egitto con i santi Giovanni Battista e Lucia, di Cima da Conegliano
- Fuga in Egitto di Vittore Carpaccio, 1500 circa, Washington, National Gallery of Art)
- Fuga in Egitto di Bruegel il Vecchio, 1563,Londra, Courtauld Gallery
- Fuga in Egitto del Tintoretto, 1583-1587, Venezia, Scuola Grande di San Rocco
- Riposo durante la fuga in Egitto di Caravaggio, 1595-1596, Roma, Galleria Doria Pamphilj
- Paesaggio con la fuga in Egitto di Annibale Carracci, 1604, Roma, Galleria Doria Pamphilj
- Fuga in Egitto di Adam Elsheimer, 1609, Monaco,  Alte Pinakothek
- Riposo durante la fuga in Egitto di Carlo Saraceni, post 1610, Frascati, Eremo di Camaldoli
- Riposo durante la fuga in Egitto di Gerard David, 1501-1520 circa, Lisbona, Museo nazionale d'arte antica
- Riposo durante la fuga in Egitto (van Dyck) di Antoon van Dyck, 1630, (Monaco, Alte Pinakothek)
- Riposo durante la fuga in Egitto di  Giambattista Pittoni, 1720, Madrid, Museo Thyssen-Bornemisza
- Riposo durante la fuga in Egitto di Giambattista Tiepolo, 1753 Budapest, Szépművészeti Múzeum
- Riposo durante la fuga in Egitto di Bartolomé Esteban Murillo, 1665 circa, San Pietroburgo, Museo statale Ermitage